# Хронологија авионских несрећа
Хронологија авионских несрећа обухвата само несреће са високим бројем жртава и јаком медијском пажњом.

## 2005
- 22. октобар — 117 мртвих у паду авиона Боинг 737 у Нигерији.
- 5. септембар — у паду авиона Боинг 737 компаније Мандала ерлајнс на индонежански град Медан погинула 101 особа у авиону и 47 на земљи.
- 16. август — Венецуела: у паду авиона Макдонел Даглас MD-80 колумбијске компаније Вест Карибијан ервејз услед квара оба мотора 160 мртвих.
- 14. август — Кипарски Боинг 737 компаније Хелиос ервејз срушио се крај Атине у Грчкој на релацији Ларнака (Кипар) — Праг (Чешка Република) вероватно као последица пада притиска у пилотској кабини. Погинуло 121 путника и чланова посаде.
- 16. јул — Екваторијална Гвинеја: у паду авиона Антонов Ан-24 компаније Екватер након узлетања из главног града Малаба погинуло 60 људи.
- 3. фебруар — Боинг 737 авганистанске компаније Кам ер срушио се услед лоших метеоролошких услова пре слетања у Кабулу (Авганистан) убивши свих 104 путника и чланова посаде.

## 2004
- 21. новембар — Бомбардије Канадер ЦРЈ-200ЛР компаније Кина Јунан ерлајнс срушио се недуго након полетања из кинеског града Баотоу за Шангај. Погинуло 55 људи.
- 24. август — Два руска путничка авиона, Тупољев ТУ-154 и ТУ-134 срушила су се готово истовремено услед експлозија након полетања са аеродрома у Москви, убивши 89 људи.
- 3. јануара — Боинг 737 египатске компаније Флеш ерлајнс недуго након полетања из египатског летовалишта Шарм Ел-Шеик на линији за Париз. Погинуло 148 путника и чланова посаде.

## 2003
- 25. децембар — У паду авиона Боинг 727 у Бенину на путу за Бејрут (Либан) 151 мртвих.
- 8. јул — Боинг 737 компаније Судан ервејз срушио се недуго након полетања из града Порт Судан на рути за Картум у Судану. 116 је људи погинуло док је само једно дете преживело.
- 26. мај — Турска: у паду путничког Јаковљев ЈАК-42Д компаније Јукренијан медитеренијан ерлајнс при покушају слетања на аеродром Трабзон 75 мртвих, већином шпанских војника.
- 8. мај — Теретном авиону Иљушин Ил-76 отворио се отвор за терет у лету над Конгом. Из авиона је испало 140 људи.
- 6. март — Боинг 737 компаније Ер Алжери срушио се крај алжирског града Таманрасе, убивши 102 путника и чланова посаде.
- 19. фебруар — Ирански војни авион Иљушин Ил-76 срушио се у иранским планинама убивши свих 275 људи у авиону.
- 9. јануар — Фокер F-28 компаније ТАНС срушио се у планинама Перуа убивши 46 путника и чланова посаде.
- 8. јануар — Турски Авро РЈ100 срушио се при покушају слетања на аеродром Дијарбакир услед лошег времена. Погинуло 75 од 80 људи у авиону.

## 2002
- 23. децембар — Иран: у паду украјинског авиона Антонов АН-140 46 мртвих.
- 1. јул — Судар руског Тупољев ТУ-154 компаније Башкиријан ерлајнс и теретног Боинг 757 ДХЛ-а изнад Немачке узроковао 71 мртвих. Швајцарска контрола лета крива за удес.
- 25. мај — Боинг 747 тајванске компаније Чајна ерлајнс срушио се у тајванском мореузу услед структурне слабости авиона („замора метала”) убивши свих 225 путника и чланова посаде.
- 7. мај — У паду авиона Макдонел Даглас MD-82 кинеске компаније Чајна нордерн ерлајнс у Жуто Море 112 мртвих. Несрећу узроковао болесник у покушају самоубиства.
- 4. мај — Нигерија: БАЦ 1-11 525ФТ компаније ЕАС ерлајнс срушио се на град Кано (Нигерија) убивши 75 људи у авиону и 73 на земљи.
- 15. април — Јужна Кореја: кинески Боинг 767 компаније Ер Чајна срушио се крај града Бусан због лоших метеоролошких услова убивши 128 од 166 особа у авиону.
- 12. фебруар — Тупољев ТУ-154 компаније Иран ер турс срушио се услед лоших метеоролошких услова у иранским планинама. Погинуло свих 118 путника и чланова посаде.
- 28. јануар — Еквадорски Боинг 727 компаније ТАМЕ срушио се у Колумбији убивши 92 људи.

## 2001
- 12. новембар — Ербас А300 америчке компаније Американ ерлајнс срушио се на њујоршко предграђе Квинс. Погинуло 260 људи у авиону и 5 на земљи.
- 8. октобар — Макдонел Даглас MD-87 скандинавске компаније САС забио се у хангар на миланском аеродрому Линате након судара са малим авионом. Погинуло 118 људи у авиону, 8 у малом и на тлу.
- 11. септембар — види Напади 11. септембра 2001..
- 3. јул — Руски Тупољев ТУ-154 компаније Владивосток авија срушио се приликом приласка аеродрому у Иркутску. Погинуло свих 145 путника и чланова посаде.

## 2000
- 31. октобар — Ангола: побуњеници УНИТА-е срушили Антонов АН-26. Погинуло свих 48 људи у авиону.
- 31. октобар — У несрећи авиона Боинг 747 компаније Сингапур ерлајнс на писти аеродрома Чијанг Каи Шек у Тајпеју (Тајван) 83 мртвих.
- 25. октобар — Руски војни Иљушин Ил-18 срушио се на простору Грузије услед лоших метеоролошких услова убивши свих 82 људи у авиону.
- 23. октобар — У паду авиона Ербас А320 компаније Галф ер приликом слетања на аеродром у Манами у Бахреину; 143 мртвих.
- 25. јул — Ер Франсов Аероспасијал Конкорд срушио се убрзо након полетања са аеродрома у Паризу услијед пожара убивши свих 109 путника и чланова посаде и четворо људи на земљи.
- 17. јул — Индија: Боинг 737 компаније Алијанс ерлајнс срушио се приликом слетања у град Патну. Погинуо 51 путник и 5 особа на земљи.
- 22. јун — Кинески Ксијан Јунхуџи Y7-100Ц срушио се након ударца грома крај Шитаија убивши 44 људи у авиону и 7 на земљи.
- 19. април — Боинг 737 компаније Ер Филипинс срушио се пре слетања у филипински град Давао због лоших метеоролошких услова. 131 мртвих.
- 31. јануар — Макдонел Даглас MD-83 америчке компаније Аласка ерлајнс срушио се због техничких проблема крај обале Калифорније. Погинуло свих 88 путника и чланова посаде.
- 30. јануар — кенијски Ербас А310 срушио се крај обале Обале Слоноваче. Погинуло 169 од 179 људи у авиону.

## 1998
- 16. фебруар — Ербас А300 тајванске компаније Чајна ервејз срушио се спуштајући се на аеродром у Тајпеју услијед густе магле. Погинуло 196 људи.
- 2. фебруар — у паду авиона Даглас DC-9 филипинске компаније Цебу Пацифик ерлајнс погинуло свих 104 путника и чланова посаде. Несрећа се догодила због техничке грешке при слетању.